# Moritz von Schoeler
Moritz Ludwig Wilhelm von Schoeler (* 3. September 1771 in Wesel; † 15. März 1855 in Berlin) war ein preußischer General der Infanterie.

## Leben

### Herkunft
Moritz war ein Sohn des Generalmajors Johann Friedrich Wilhelm von Schoeler (1731–1817) und ein Bruder des Generals der Infanterie Friedrich von Schoeler (1772–1840).

### Militärlaufbahn
Wie sein Vater und nach seinem älteren Bruder wählte auch er eine militärische Laufbahn und trat am 1. Juni 1782 als Gefreiterkorporal in das Infanterieregiment „von Gaudi“ der Preußischen Armee ein. Als Fähnrich nahm er dann 1787 am Feldzug in Holland teil. Am 29. Mai 1788 wurde Schoeler Secondeleutnant. Im Feldzug gegen Frankreich 1792/95 kämpfte er bei Morlautern, Schwalb, St. Amand, St. Imbert, Saarbrücken, Deidesheim und Alsheim. Für seine Leistungen im Gefecht bei Schwalm wurde ihm am 3. März 1793 durch König Friedrich Wilhelm II. der Orden Pour le Mérite verliehen.
Er war einer der Adjutanten des Generalleutnants Ernst von Rüchel und mit diesem und seinem Bruder 1801 Gründungsmitglied der Militärischen Gesellschaft. 1804 wurde er Kapitän und Quartiermeisterleutnant in der 3. Brigade. Während der Schlacht bei Auerstedt wurde Schoeler gefangen genommen und neun Monate später ausgetauscht. Später war er als Major im Generalstab tätig und anschließend Assistent am Oberkriegskollegium. 1808 versetzte man ihn zur Artillerie, er kam Ende Februar 1809 zur Schlesischen Artilleriebrigade und fungierte hier ab 7. November 1809 als Brigadier. Im Jahre 1810 stieg er zum Direktor der 3. Division des Allgemeinen Kriegsdepartements im Kriegsministerium auf. Als General der Infanterie erhielt Schoeler mit einer jährlichen Pension von 4.000 Talern am 4. April 1837 aus gesundheitlichen Gründen seinen Abschied bewilligt. In Anerkennung seiner langjährigen Verdienste wurde ihm zur Verabschiedung der Rote Adlerorden I. Klasse mit Brillanten verliehen.
Schoeler liegt auf dem Invalidenfriedhof in Berlin begraben.

### Familie
1795 heiratete er in Wesel Eleanore Burggräfin und Gräfin zu Dohna-Lauck (1777–1855), die Tochter des Generalmajors August von Dohna-Lauck. Aus der Ehe gingen sieben Kinder hervor:
- Friedrich Ludwig (1797–1869), preußischer Generalleutnant ⚭ Luise Friederike von Schoeler (1811–1874)
- Daniel (1800–1879), preußischer Generalleutnant

⚭ Sophie von Diepenbroik (1811–1840)
⚭ Helene von Bornstedt (1825–1898)
- Ferdinand (1803–1873), preußischer Postdirektor ⚭ Emilie Hahn (1812–1886)
- Eveline (1805–1821)
- Alexander (1807–1894), preußischer General der Infanterie ⚭ Ottilie Börger (1828–1895)
- Ottilie (1809–1900) ⚭ August von Schoeler (1798–1866), preußischer General der Infanterie
- Rudolf (1814–1866), Landwirt